# Mortal Kombat X
Mortal Kombat X verekedős játék, a Mortal Kombat sorozat tizedik főjátéka, melyet a NetherRealm Studios fejlesztett és a Warner Bros. Interactive Entertainment jelentetett meg.

## Játékmenet
A játék irányítása megegyezik a korábbi részekben is megszokottal, ebben a részben is a – legutóbbi epizódban visszatérő – klasszikus, kétdimenziós mozgástérrel. Egy fontos újítás a korábbi részekhez képest, hogy a Mortal Kombat X-ben minden szereplőnek három különböző harcstílusa van, melyek közt váltani tud a játékos harc közben is. Minden harcstílus más-más mozdulatokat és mozdulatsorokat tartalmaz.

## Szereplők listája
A játékban megjelenő – eddig bejelentett – régi és új szereplők:
- Cassie Cage : Johnny Cage és Sonya Blade közös gyermeke. A főgonosz, Shinnok legyőzője.
- D'Vorah : Rovarnő. Aki tud repülni és bogarakkal rendelkezik. Egy ideig Kotal Kahn oldalán harcolt, de később elárulta őt és Shinnokhoz csatlakozott.
- Erron Black : Ő egy igazi cowboy, aki coltjaival harcol Kotal Khan oldalán.
- Bo 'Rai Cho : elhízott, kissé részeg harcművészetek mestere. Élvezi az alkoholtartalmú italok fogyasztását, és hírhedt a "Puke Puddle" mozdulata miatt.
- Ferra/Torr : Az első olyan harcos az MK történetében akik egy harcosként két személyt testesítenek meg. Ferra egy kislány aki mindig Torr hátán tartózkodik, ő irányítja Torrt. Torr pedig egy óriás, aki méltó ellenfele lehet Goronak.
- Kano : Fő riválisa Sonya. Kano hazudik Kotal Kahnnak és megtámadja, mert Mileena fizetett neki. Kano tulajdonképpen egy orvvadász, akit pénzért cserébe bármire rá lehet venni.
- Kotal Kahn : Nagy hatalommal bíró császár. Minden vágya, hogy Mileenát eltegye láb alól, ami sikerülni is fog neki. Hű emberei: Ermac, Erron Black, Ferra/Torr és Reptile.
- Raiden : Földi kulisten. Állandó visszatérő a Mortal Kombatban.
- Scorpion : Alvilági démon. Jól bánik a tűzzel és a kardokkal. Quan Chi gyilkosa. ÉRDEKESSÉG: Hogy Scorpion itt az MKX-ben Sub Zero miatt öli meg Quan Chit, de az előző részben (MK9), pedig Scorpion Quan Chi miatt öli meg Sub Zero testvérét. Igazi neve Hanzo Hasashi, hisz Scorpion csak a démon volt, akivé Quan Chi változtatta lelkének csapdába ejtésével.
- Quan Chi : Alvilági varázsló. Az Alvilág Birodalmának vezére. Az élőhalott katonák (pl: Kitana, Liu Kang, Kung Lao, Kabal, Stryker, Sindel stb.) parancsnoka. Ő ebben a részben meghal, de a halála előtt épphogy sikerült kiszabadítania Shinokkot az amulettből
- Kitana : Sindel és Shao Khan lánya, Mileena testvére.
- Sub-Zero : Fagyasztásra képes harcos. Aki néha a földbirodalom, néha pedig a külső világ oldalán harcol. Jelenleg a földiekkel van és megbékélt Scorpionnal, egykori riválisával.
- Ermac : Shang Tsung hozta létre. Rengeteg lélekből áll és hatalmas varázslatokra képes. Kotal Kahn oldalán harcol.
- Reptile : Korábban Shang Tsung testőre volt, de mivel meghalt ezért átállt Kotal Kahn csapatába. Láthatatlan képessége van valamint tud savat köpni.
- Kung Lao : Liu Kang barátja. Földi harcos volt, de Shao Kahn megölte és így az élőhalott harcosok tagja.
- Goro (Pre-Order Bonus) : Shao Kahn volt "balkeze". Amióta Shinnok a főgonosz, azóta Goro nem igen jut szerephez, olyannyira nem, hogy a Story módban nem is szerepel, de játszható karakter.
- Kung Jin : Új halandó szereplő. Egykori tolvaj, aki szeretne megtisztulni és szeretne nagy dolgokat véghez vinni, mint azt ahogyan nagybátyja, Kung Lao  tette.
- Kenshi : Fia Takeda. Vak földi harcos. Nem csak a kardjával, de az elméjével is jól bánik.
- Takahasi Takeda : Apja Kenshi. Karate stílusú harcos. Sokak szerint övé a legkegyetlenebb kivégzés (fatality). Kezd kialakulni egy szerelmi kapocs ő és Jacqui Briggs között.
- Jax : Fémkarokkal rendelkező, nagyon izmos földi harcos. Visszavonult, de Sonya és Johnny Cage rávették, hogy egy küldetés erejéig segítsen nekik. Így is történt. Méghozzá ő kapta el Quan Chit.
- Shinnok (Boss): Az idei rész főgonosza. Ősi isten, aki régebben a földi oldalon harcolt, de elárulta őket. Meg is fizette az árát. Most kiszabadult. És egy hajszál híján meg is semmisítette a Földbirodalmat. Cassie Cage legyőzte őt, miután rabul ejtette apját és Raident. Shinnok mivel ősi isten így nem lehet megölni, de lefejezték így egyelőre nem tud ártani senkinek.
- Liu Kang: Élőhalott harcos. Korábbi bajnok.
- Mileena : Kitana és Baraka DNS-éből létrejött harcos. Kotal Kahn riválisa. Ő meghal, mert D'Vorah és Cassie Cage legyőzi és előbbi Kotal Kahn parancsára kivégzi (fatality). Ezáltal megszerzik tőle Shinnok amulettjét.
- Baraka : Alkarjából előugró pengékkel rendelkező tarkatan. Mileena egyik harcosa, Mileena elfogása után D'vorah megöli.
- Triborg : A Lin-Kuei klán kiborg-bérgyilkosok összessége (Sektor, Cyrax Smoke). Fő célpontja Sub-Zero.
- Tremor : Magmából keletkezett harcos.Képes földrengést csapni, magmagolyót lökni.
- Jacqui Briggs : Jax lánya. Lőfegyverszerű kesztyűt visel. Szerelme Takeda.